# Jiří Uřičář
Jiří Uřičář (* 25. srpna 1948) je český politik, v 90. letech 20. století poslanec České národní rady a Poslanecké sněmovny za KDU-ČSL.

## Biografie
Ve volbách v roce 1992 byl zvolen do České národní rady za KDU-ČSL (volební obvod Jihomoravský kraj).
Od vzniku samostatné České republiky v lednu 1993 byla ČNR transformována na Poslaneckou sněmovnu Parlamentu České republiky. Zde zasedal do sněmovních voleb v roce 1996.Zasedal v zemědělském výboru a v letech 1993-1996 i ve výboru mandátovém a imunitním. V roce 1995 média informovala, že poslanec Uřičář vede spor s nájemci své farmy na Hodonínsku. Spor se vedl okolo užívání pozemků a poslanec hodlal vyklidit nájemce i za použití donucovacích prostředků.
V komunálních volbách roku 1994, komunálních volbách roku 1998, komunálních volbách roku 2002, komunálních volbách roku 2006 a komunálních volbách roku 2010 byl zvolen za KDU-ČSL do zastupitelstva obce Tvarožná Lhota. Profesně se k roku 1998 uvádí jako podnikatel, k roku 2002 jako úředník a k roku 2006 a 2010 jako starosta. V roce 2002 působil na postu zástupce přednostky okresního úřadu v Hodoníně.